# Vaale
Vaale est une commune allemande du Schleswig-Holstein, située dans l'arrondissement de Steinburg (Kreis Steinburg), à 13 kilomètres au nord-ouest de la ville d'Itzehoe. Vaale est l'une des 22 communes de l'Amt Schenefeld dont le siège est à Schenefeld.